# Der Hohenfriedberger
Der Hohenfriedberger é uma marcha militar alemã composta por ocasião da vitória prussiana contra as forças austríacas e saxãs na batalha de Hohenfriedeberg, em 1745. 